# Quang Minh, Hà Nội
Quang Minh là một xã thuộc thành phố Hà Nội, Việt Nam. Trước đây, vùng này có một phần tững là huyện lỵ huyện Mê Linh cũ.

## Lịch sử
Địa bàn thị trấn Quang Minh ngày nay vốn là 6 thôn: Giai Lạc, Ấp Tre, Thôn Đồng, Gia Tân, Gia Trung, Gia Thượng (được đổi thành các tổ dân phố: Thôn Giai Lạc gồm Tổ 1, Tổ 2, Tổ 3; Thôn Gia Thượng gồm Tổ 4, Tổ 5; Thôn Gia Trung gồm Tổ 6, Tổ 7; Thôn Đồng là Tổ 8; Thô Gia Tân là Tổ 11; Ấp Tre là tổ 9 (trước đây có Tổ 10 nhưng sau sát nhập tổ 9 và tổ 10 làm một và thành tổ 9)
Ngày 4 tháng 4 năm 2008, chia xã Quang Minh thành 2 thị trấn: Quang Minh và Chi Đông. Tuy nhiên, các thị trấn Quang Minh và Chi Đông đều không phải là huyện lỵ của huyện Mê Linh, các cơ quan hành chính của huyện đóng tại xã Đại Thịnh.
Ngày 16 tháng 6 năm 2025, Quốc hội Việt Nam quyết định sắp xếp toàn bộ diện tích tự nhiên, quy mô dân số của thị trấn Chi Đông, thị trấn Quang Minh, một phần các xã Mê Linh, Tiền Phong, Đại Thịnh, Kim Hoa và xã Thanh Lâm thuộc huyện Mê Linh cũ để thành lập xã Quang Minh.